# Rudolf Hjärne
Rudolf Hjärne, född den 15 april 1815 på Nya Varfvet vid Göteborg, död den 25 december 1884 i Stockholm,  var en svensk litteratör. Han var sonsons son till Carl Urban Hjärne och farbror till Harald Hjärne. Hans föräldrar var översten vid arméns flotta Carl Jakob Hjärne och Ulrika Sofia Ehrenhjelm.
Efter att ha blivit student vid Uppsala universitet 1831, uppträdde han först i början av 1840-talet offentligt med några bidrag i den av Malmström och C.J. Bergman utgivna kalendern Linnæa Borealis. Då tolv studenter 1846 uppsatte Studentbladet, men kort därefter drog sig tillbaka, ägnade Hjärne och hans vän Sohlman lönlöst tid och krafter åt detta publicistiska företag. Endräktigt kämpade båda med liv och värme för den skandinaviska idén, vilken just då, efter studentmötenas begynnelse, slagit hastig rot i många ungdomliga sinnen, behandlade i en mängd artiklar den skandinaviska frågan samt höll föredrag i det i Uppsala bildade Skandinaviska sällskapet, där Hjärne en tid var sekreterare. 
År 1849 anmodades han att inträda i redaktionen av tidningen Bore. Med det uppdraget fortsatte han ett år och föreslog vid sin avgång från tidningen Sohlman till efterträdare, varmed dennes egentliga publicistiska bana började. Från 1857, då Hjärne på anmodan av Hazelius, lämnade en mängd bidrag till Svenska Tidningen, sysselsatte han sig under några år uteslutande med skriftställeri, utgav bland annat: Alexis, ur en afliden students lefnad och handskrifter 1859; Tankar och bilder 1861, samt några översättningar med mera. 1862 kallad till lärare vid Norrköpings lyceum, var han 1863–69 föreståndare för detta läroverk och utgav under denna tid Om litteraturen och dess betydelse som bildningsmedel, samt Skolans hufvudpunkter.
Sedan 1869 höll han årligen i en mängd svenska städer liksom vid universitetet i Kristiania offentliga föreläsningar över Götiska förbundet och dess hufvudmän, särskilt E.G. Geijer, och utgav 1878 dessa föreläsningar i tryck. I Dagen före drabbningen, 1882, behandlar Hjärne Nya skolan och dess främsta män. Han skildrade med förstående och sympati den svenska nyromantiska rörelsens förebud och begynnelser samt offentliggjorde ett antal brev ur  Hammarsköldska samlingen. Bland hans övriga arbeten kan nämnas anteckningarna Från det förflutna och det närvarande. 1. Teckningar från Upsala akademi på 1830–40-talen (1879).